# Gran Sinagoga de Jerusalén
La Gran Sinagoga de Jerusalén (en hebreo: בֵּית הַכְּנֶסֶת הַגָּדוֹל ביְרוּשָׁלַיִם) se encuentra en el 56 de la calle Rey Jorge, en Jerusalén, Israel. El rabino Zalman Druck fue el líder desde la creación de la sinagoga hasta que murió en 2009.
En 1923 los Grandes Rabinos de Israel, Abraham Kook y Jacob Meir, planteron planes para una gran sinagoga central en Jerusalén. En 1958, cuando la Heichal Shlomo, sede del Gran Rabinato de Israel, fue fundada, y una pequeña sinagoga se estableció en el edificio.
Con el paso del tiempo y la necesidad de más espacio, los servicios fueron trasladados y mantenidos en el vestíbulo de la Heijal Shlomo. Poco después, cuando los locales no pudieron mantener el número de fieles que asistían, se decidió que se construiría una nueva sinagoga más grande.